# Sacoche nucléaire française
La sacoche nucléaire, ou mallette nucléaire, est une sacoche qui contient le dispositif nécessaire à la mise à feu de l'arme nucléaire par le président de la République française s'il ne se situe pas à portée du Poste de commandement Jupiter.
C'est un élément central du dispositif de la force de dissuasion nucléaire française. La sacoche est constamment portée par un aide de camp et fait partie des secrets les mieux gardés de la République.

## Histoire

### Création sous le général de Gaulle
La sacoche nucléaire est créée à une date inconnue pour que le président de la République puisse activer l'arme nucléaire à tout moment, peu importe l'endroit où il se trouve. Afin d'authentifier l'utilisateur de la sacoche, des codes nucléaires secrets sont utilisés. Une liaison télévisuelle, comportant probablement une capacité audio, est rapidement mise en place pour que l'ordre d'activation de l'arme atomique puisse être authentifié comme provenant à coup sûr du président.
Sous De Gaulle, le code est changé tous les deux mois. Le ministre de la Défense, Pierre Messmer, connaît le code, et le transmet au président et au premier ministre sous enveloppe. Le code est écrit sur un petit carton blanc placé dans un médaillon attaché à une chaîne en or, appelée « le collier ». Le général de Gaulle avait placé d'un côté le carton avec le code, et de l'autre une photo d'Anne de Gaulle, sa fille trisomique décédée en 1948. De Gaulle dort avec, et ne s'en est séparé qu'une fois, lors de son voyage à Moscou en 1960.

### La sacoche après le général de Gaulle
Les présidents Georges Pompidou et Valéry Giscard d'Estaing héritent du collier, qu'ils portent. Le président François Mitterrand, le trouvant ridicule, décide de s'en séparer. Certaines sources proches du pouvoir évoquent alors la création d'une carte magnétique pour remplacer le code, ce dont certains auteurs spécialisés comme Jean Guisnel doutent.
François Mitterrand demande à son chef d'État-Major de modifier la procédure d'activation. À partir de ce moment-là, le code d'activation est divisé en deux parties, ou plus, le président de la République n'en disposant que d'une.

## Contenu

### Le système de mise à feu
La sacoche nucléaire française comporterait un moyen de transmission audiovisuel afin d'authentifier le président de la République. 
Selon Peer de Jong, aide de camp de 1994 à 1997, les transmissions entre le président de la République et l'armée sont chiffrées, mais ne proviendraient pas de la sacoche elle-même, car cela serait trop dangereux.
Le fonctionnement a été pensé pour que tout soit facile à utiliser : « Il n'y a pas besoin réellement de plus, parce que le système est tellement bien fait, tellement simple, tellement humain qu'en fin de compte il n'y a pas besoin d'un environnement très compliqué ».
François Hollande affirme en 2021 qu'il n'existe pas un seul code nucléaire, et qu'il n'est pas transmis par le président sortant lors de la passation des pouvoirs entre présidents de la République.

### Une sacoche pratique
La sacoche nucléaire en elle-même n'a pas changé entre 1994 et au moins 2015. Résistante, elle est qualifiée par un ancien aide de camp comme étant « en béton armé ».
La sacoche serait, selon Peer de Jong, à peu près vide. Elle contiendrait parfois le code, mais aussi et surtout « le kit de survie de l'aide de camp [...] ça va du carnet de chef de groupe de la section d'infanterie jusqu'à une bouteille d'eau, en passant par le discours du Président ». Mais le général Henri Bentégeat, lui, dit que « la sacoche cont[ient] une machine à coder et d'autres systèmes complexes et secrets ». François Hollande confirme l'affirmation de Peer de Jong en déclarant que la mallette ne contient rien qui concerne l'arme nucléaire.

## Code nucléaire

### Un code écrit
Peu d'informations sont connues au sujet du ou des codes nucléaires d'activation de l'arme atomique française. Contrairement à l'idée reçue, l'authentification du président ne passe pas que par un code, mais aussi par des moyens d'authentification audiovisuels.
Le code d'authentification est inconnu. Ce pourrait être un code alphanumérique ou une formule mathématique. Le ministre de la Défense de Charles de Gaulle, Pierre Messmer, a indiqué qu'il s'agissait d'un « chiffre ». Le premier ministre puis ministre de la Défense Michel Debré a indiqué que le président de la République peut théoriquement apprendre le code par cœur. Le code a longtemps été contenu dans un objet qui « doit toujours être porté sur soi, ou à courte distance par un collaborateur », selon Valéry Giscard d'Estaing.
Selon un aide de camp, il s'agit d'« un objet [...] petit, extrêmement pratique ». Il n'est remarquable en rien, et a été créé pour être anodin afin que, même dans l'éventualité où il serait perdu, cela ne pose aucun problème : « [...] [il] peut se promener un peu partout [...] Demain matin vous trouvez cet objet, vous ne savez pas quoi en faire, vous ne savez même pas ce que c'est. Ce système est tellement simple, tellement basique, que je le perds, quelqu'un le trouve, il le met à la poubelle ».

### Une multiplicité de codes
Selon le général Henri Bentégeat, qui a détenu une partie du code dans le cadre de ses fonctions, « soit [le président] a sur lui [le code] en permanence, soit il est dans la valise de son aide de camp qui le suit partout, et puis évidemment il est quelque part ailleurs auprès des autorités de dévolution ». Ce témoignage est contradictoire avec celui d'un aide de camp, selon lequel le code n'est que très rarement dans la sacoche.
La multiplicité de codes pourrait être due à la multiplicité des commandes permises par la sacoche. En fonction de la nature de l'attaque nucléaire désirée, ou du niveau d'activation, le code serait différent.
En 2023, selon une indiscrétion de Manuel Valls lors d'une interview télévisée sur la chaîne de télévision d’info en continues LCI, l’ancien Premier ministre de François Hollande de 2014 à 2016, affirme que dans la « boucle décisionnelle » pour autoriser et avaliser un tir nucléaire à partir d'un sous-marin nucléaire lanceur d'engins], il y a 4 personnes : le ministre de la Défense, le président de la République, le Premier ministre, et le chef d'état-major des armées.[réf. nécessaire]